# Hasan Erbil
Hasan Erbil (* 2. März 1952 in Yüreğil/Serinhisar) ist ein türkischer Jurist, der unter anderem zwischen 2011 und 2015 Generalstaatsanwalt beim Kassationshof der Republik Türkei.

## Leben
Nach seinem Schulabschluss 1969 studierte Erbil Rechtswissenschaft an der Universität Ankara. Anschließend absolvierte er seinen Wehrdienst als Kurzzeitsoldat in Isparta. In der Folgezeit war er in verschiedenen Landkreisen im Justizdienst tätig, zuletzt bei der Oberstaatsanwaltschaft Erzurum. 
Am 8. Mai 2001 wurde er zum Mitglied des Kassationshofs gewählt, wo er zum 21. Mai 2011 das Amt des Generalstaatsanwalts übernahm. Diese Funktion übte er bis zum 18. Mai 2015 aus und wurde dann von Mehmet Akarca abgelöst, der zuvor Präsident der 14. Kammer des Kassationshofes. Dieser trat das Amt des obersten öffentlichen Anklägers offiziell am 21. Mai 2015 an.